# 舍纳耶-马谢
舍纳耶-马谢（法語：Chenailler-Mascheix，法語發音：[ʃənaje maʃɛ]）是法国科雷兹省的一个市镇，属于布里夫拉盖亚尔德区。该市镇由舍纳耶（Chenailler）和马谢（Mascheix）两个村庄组成。

## 地理
舍纳耶-马谢（45°3'16"N, 1°50'24"E）面积15.82 平方千米，位于法国新阿基坦大区科雷兹省，该省份为法国中南部省份，北起上维埃纳省和克勒兹省，西接多爾多涅省，南至洛特省，东临多姆山省和康塔爾省。
与舍纳耶-马谢接壤的市镇（或旧市镇、城区）包括：下巴西尼亚克、洛斯唐日、梅努瓦尔、多尔多涅河畔蒙索、诺纳尔、圣伊莱尔托里约、蒂代伊、多尔多涅河畔博略。

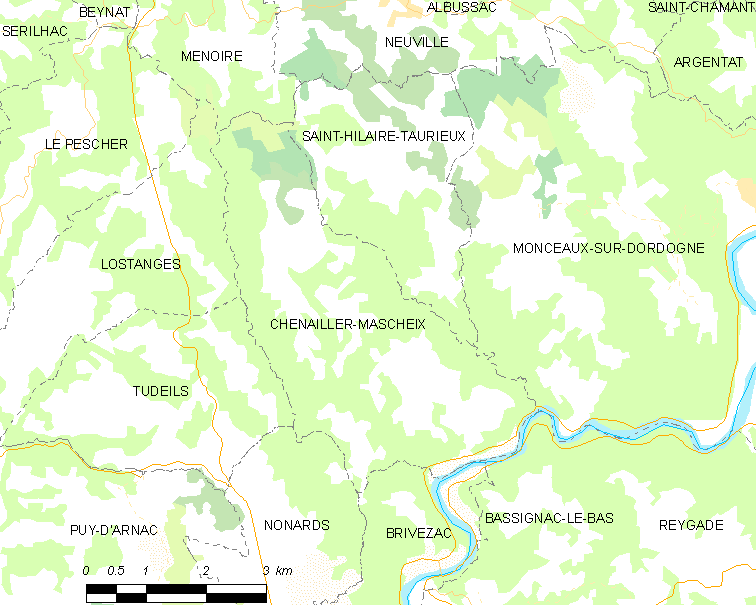
舍纳耶-马谢的OSM定位图

舍纳耶-马谢的时区为UTC+01:00、UTC+02:00（夏令时）。

## 行政
舍纳耶-马谢的邮政编码为19120，INSEE市镇编码为19054。

## 政治
舍纳耶-马谢所属的省级选区为科雷兹南部县。

## 人口

1962-2008年间舍纳耶-马谢人口变化图示

舍纳耶-马谢于2022年1月1日时的人口数量为214人。